# Pierre Omidyar
Pierre Morad Omidyar (pers.: پیر مراد امیدیار; ur. 21 czerwca 1967) – amerykański przedsiębiorca irańskiego pochodzenia, założyciel internetowego serwisu aukcyjnego eBay oraz właściciel grupy eBay. On i jego żona Pam są znanymi filantropami, założycielami fundacji Omidyar Network.
Od 6. roku życia mieszka w Stanach Zjednoczonych. Jego majątek w 2007 roku był szacowany na 8,8 mld dolarów.